# Ütközés (mechanika)

Számítógépes trükk: a GIF-animáció révén a teljes öttagú rendszerre nézve tökéletesen rugalmas ütközés örökmozgónak látszik.

Az ütközés a klasszikus mechanikában az az esemény, mikor két test egymással érintkezik, ezáltal mozgási energiájuk, és/vagy sebességük megváltozik. A fizikában általában ütközésnek nevezzük két részecske véges ideig tartó kölcsönhatását érintkezés nélkül is.

## Fajtái

Az animáció egy sajátos, tökéletesen rugalmatlan ütközést tárgyal, mikor a két test közül az egyik kezdeti sebessége, a másiké, és tömegeik egyformák. Így az ütközés utáni közös sebesség lesz.

Egy ütközést centrálisnak nevezünk akkor, ha a két test tömeg-középpontjaiból felvett sebességvektorai egy egyenesbe esnek. Ennek a feltételnek a hiányában excentrikus ütközésről beszélünk.
Az ütközések ezen kívül az energiamegmaradás szempontjából lehetnek még tökéletesen rugalmasak, rugalmatlanok, illetve tökéletesen rugalmatlanok:
- Tökéletesen rugalmas ütközésen azt értjük, mikor a vizsgált rendszer mozgási energiája az ütközés utáni pillanatban megegyezik az ütközés előtti mennyiséggel.

Ha két, tökéletesen rugalmasan ütköző, {\displaystyle m_{1}} és {\displaystyle m_{2}} tömegű test kezdeti sebességei {\displaystyle v_{1}} illetve {\displaystyle v_{2}}, a végső sebességeik pedig {\displaystyle u_{1}} illetve {\displaystyle u_{2}}, akkor az energiamegmaradás törvénye a következőképpen írható fel:
{\displaystyle {\frac {m_{1}v_{1}^{2}}{2}}+{\frac {m_{2}v_{2}^{2}}{2}}={\frac {m_{1}u_{1}^{2}}{2}}+{\frac {m_{2}u_{2}^{2}}{2}}}
Az impulzusmegmaradás tétele pedig:
{\displaystyle m_{1}v_{1}+m_{2}v_{2}=m_{1}u_{1}+m_{2}u_{2}}
A két egyenletből álló egyenletrendszer megoldásai, a kezdeti feltételeket ismerve az
{\displaystyle {\vec {u_{1}}}={\frac {m_{1}-m_{2}}{m_{1}+m_{2}}}{\vec {v_{1}}}+{\frac {2m_{2}}{m_{1}+m_{2}}}{\vec {v_{2}}}} és
{\displaystyle {\vec {u_{2}}}={\frac {m_{2}-m_{1}}{m_{2}+m_{1}}}{\vec {v_{2}}}+{\frac {2m_{1}}{m_{2}+m_{1}}}{\vec {v_{1}}}}
- Tökéletesen rugalmatlan ütközés esetén az ütközés által a test mozgási energiája a másik test gyorsításától eltérő munkát végez, például alakváltozást idéz elő. Ez az eset figyelhető meg például babzsák földre ejtésekor, hiszen az deformálódik, ezáltal mozgási energiájának egy része elvész és így nem pattan vissza a földről. Az ilyen ütközések azt is jelentik, hogy az ütközés után a két érintkező test sebessége egyenlő lesz:

Ha két, tökéletesen rugalmatlanul ütköző, {\displaystyle m_{1}} és {\displaystyle m_{2}} tömegű test kezdeti sebességei {\displaystyle v_{1}} illetve {\displaystyle v_{2}}, a végső, közös sebességük pedig {\displaystyle u} 
{\displaystyle u={\frac {m_{1}v_{1}+m_{2}v_{2}}{m_{1}+m_{2}}}}.
Tökéletesen rugalmatlan ütközéskor az alakváltozásba fektetett munka számértékét az energiamegmaradás törvényéből számolhatjuk ki.
{\displaystyle \Delta E=-{\frac {1}{2}}\mu ({\vec {v_{1}}}-{\vec {v_{2}}})^{2}} , ahol {\displaystyle \mu } a redukált tömege a két testnek.
{\displaystyle \mu ={\frac {m_{1}m_{2}}{m_{1}+m_{2}}}}.
- Az ütközés rugalmasságágának mértékét ütközési együtthatónak nevezzük. Ez az arány, ha 1-gyel egyenlő, az ütközés tökéletesen rugalmas, ha értéke 0, az ütközés tökéletesen rugalmatlan. A rugalmassági együtthatót {\displaystyle {\mathcal {E}}} -nak jelöljük; kiszámítási képlete:

{\displaystyle {\mathcal {E}}={\frac {|u_{1}-u_{2}|}{|v_{1}-v_{2}|}}}
Járművek ütközésekor a baleset kimenetele az ütközés rugalmasságától is függ. A tervezők igyekeznek olyan járműveket készíteni, amelyeknek az utastéren kívüli részei rugalmatlan alakváltozás révén minél többet elnyelnek az ütközés energiájából, ezáltal védve a járműben ülők életét (ennek ellenőrzésére szolgálnak a töréstesztek).